# جورج كامبل
جورج كامبل (بالإنجليزية: George W. Campbell) (و. 1769 – 1848 م) هو سياسي، ومحام، ودبلوماسي من الولايات المتحدة الأمريكية .
تولى منصب عضو مجلس الشيوخ الأمريكي، ووزير الخزانة الأمريكي .وهو عضو في الحزب الجمهوري الديمقراطي .

## التعليم
تعلم في جامعة برنستون.

## روابط خارجية
- جورج كامبل على موقع إن إن دي بي (الإنجليزية)